# حسين شفيق المصري
حسين شفيق المصرى  هو حسين شفيق محمد نور مشهور بحسين شفيق المصري رائد الشعرالحلمنتيشي بل يلقب بفارس الشعر الحلمنتيشي (1299هـ - 1882م = 1367هـ - 1948م) ولد حسين شفيق المصري بالقاهرة عام 1882م لأبوين تركيين، وتوفي بالقاهرة عام 1948 م.
أحد ظرفاء الأدباء في عصره، وقد أسس من فنون الشعر الساخر ما لا يزال ينسب إليه حتى اليوم.لم يتح له إتمام دراسته الابتدائية، بسبب مرض شديد أصابه في عينيه، ولكن موهبته وقراءاته حددت مسيرته.اتجه إلى العمل في الصحافة، فاشتغل محررًا في جريدة الجوائب المصرية، ثم محررًا في جريدة «المنبر»، ونظم قصائده الفكاهية في مجلات «الخلاعة» و«المسامير».
أصدر جرائد فكاهية نقدية ساخرة منها: السيف (1927)، والأيام، كما تولى رئاسة تحرير مجلة «الفكاهة» أربعة عشر عامًا وأيضا رئاسة تحرير مجلة كل شيء والعالم التي كانت تصدرهما دار الهلال ترأس جمعيات الزجل في حقبة الثلاثينيات والأربعينيات من القرن العشرين، في القاهرة. وصفه الكاتب الساخر محمود السعدني بقوله: (ظل حسين شفيق المصري يتدحرج طول حياته ويتقلب في مهن كثيرة، من كاتب محام إلى مصحح في الجرائد إلى زبون دائم في مقاهي القاهرة وعلى أرصفتها الشهيرة، ومن خلال هذه المهن الغريبة استطاع العبقري أن يرى الحياة كما لم يرها أحد من قبل).
ظلّ الشاعر 'حسين شفيق المصري يضحك ويبتسم للحياة رغم عبوس حياته، حتي أطلق عليه لقب الشاعر الضاحك أو أبو نوّاس الجديد. كتب لفرقة نجيب الريحاني مسرحيات فكاهية، بالعامية مثل: آنست، وأفوتك ليه؟، وريا وسكينة، ونشرت له قصة بالعامية، بعنوان: «الحاج درويش وأم إسماعيل».

## الشعر الحلمنتيشي
هو في الأصل الشعر الفكاهي أو المنولوجي، يقال انه سمي بهذه التسمية نسبة إلى فرقة " حلمنتيش " التي كتبت هذا النوع من الشعر ،و يقال أن الشاعر حسين شفيق المصري هو من أطلق علي هذا النوع من الشعر الشعر الحلمنتيشي ، وهذا النوع من الشعر اشتهر في منطقة حوض البحر المتوسط وتحديدا في السودان ومصر ومنها انتشر الي مصر وكافة الدول العربية -لكن انتشر بكثافة في السودان و مصر - ، والشعر الحلمنتيشي هو شعر جامع بين الألفاظ العامية والفصيحة يهدف إلى وصف حالة أو سلوك اجتماعي أو حتى مشاعر خاصة بشكل هادف، ومن الشعر الحلمنتيشي مايتم الدمج فيه بين الكلمات العربية وكلمات من لغة أخرى كالإنجليزية.

كتبت ـ حنان جناب في «مجلة فنون»:
""أحد الكتب الساخرة التي عرضت في معرض مسقط الدولي العاشر للكتاب الشعر الحلمنتيشي لمؤلفه محمد شفيق المصري، من إصدار دار الراية للنشر والإعلام، يقول صاحب الدار ومديرها احمد فكري: حسين شفيق كامل شاعر فكاهي تناول في شعره العديد من الموضوعات الاجتماعية والسياسية بطريقة فكاهية طريفة.والشعر الفكاهي ليس من السهولة نظمه لأنه يتطلب موهبة خاصة وسليقة ظريفة تستطيع أن تعطي لنا الفكاهة ببساطة وتلقائية، ويضيف احمد فكري: في الكتاب الذي قام الأديب والناقد محمد رضوان بجمعه يقدم سيرة حياة الشاعر ويحلل شعره الجاد والفكاهي بجدية وموضوعية، أما كلمة الحلمنتيشي فالشاعر هو الذي أطلق تلك التسمية على هذا اللون من الشعر الساخر الذي يمزج فيه بين الفصحى والعامية بأسلوب يعتمد على المفارقة المفجرة للسخرية مما يجعله فكاهيا لفظا ومعنى. وأساس الشعر أن يأتي في بداية قصيدته الهزلية بمطلع لقصيدة قديمة من أجود الشعر، ثم ينسج على منوال هذا المطلع شعرا فكاهيا، فكان عمله أشبه بمعارضة هزلية للقصائد القديمة الرصينة التي نظمها كبار الشعراء.""

## مشعلقات حسين المصري
المعلقات السبع هي القصائد السبع الطوال التي علقت على جدار الكعبة لقيمتها الأدبية الكبيرة، هذه المعلقات وجد فيها الشاعر المصري الساخر حسين شفيق المصري مادة خصبة لسخرية فقام بمعارضة كل منها بقصيدة حلمنتيشية يسخر فيها من أشخاص أو مواقف وسمى هذه القصائد الساخرة المشعلقات، وبداية حسين شفيق المصري مع مشعلقاته كانت لمعلقة طرفة بن العبد التي يقول مطلعها: 
لخولة أطلال ببرقة ثمهد
تلوح كباقي الوشم في ظاهر اليد
قام الشاعر الحلمنتيشي بمعارضتها بأبيات يسخر فيها من جارة له تملك دكاناً لبيع الفراريج الحية، واسمها زينب، يقول:
لزينب دكان بحارة منجد
تلوح بها أقفاص عيش مقدد
وقوفاً بها صحبي على هزازها
يقولون لا تقطع هزازك واقعد
أنا الرجل الساهي الذي تعرفونه
حويط كجن العطفة المتلبد
من – مشعلقاته – اللاذعة... التي انتقد بها الاقتصاد المصري في ايامه وخضوعه للأجانب..يقول:
وم الخواجات تأخذ كل شيء
بأسعار.. تجننا جنونا
فآبوا بالفلوس وبالهنايا
وأبنا بالشقاء مكضمينا
كبائعة مصاغا أو نحاسا
يرن غطاء حلتها رنينا
ولولا أن أوروبا علينا
لكنا قد مشينا عريانينا

### الشعر الحلمنتيشي من موسوعة الشعر السوداني
حيث يعد الشعر الحلمنتيشي نابع من السودان ومصر حيث اشتهر في جامعة القاهرة فرع الخرطوم - حالياً جامعة النيلين - وجامعة الخرطوم 

## من أشعاره
معلقة زهير (أمن أم أوفى دمنة لم تكلمِ....بحومانة الدراج فالمتثلمِ):
مشعلقة شفيق المصرى الساخرة لها:
وجرجرتها من بعد عشرين رفسة....
ولولا لحقنى الناس كانت حاتعدمِ
وأصبح يجرى نحونا من صراخها....
خلائق جاءوا بالبوليس المبلمِ
لقد أقيم موسم الشعر في سنة 1935 ليجمع أكبر شعراء مصر في هذا الزمن، وكان المصري يأخذ مكانه المستريح المطمئن مع صفوة شعراء الموسم، وقد ألقى قصيدة في بكاء الشباب، كانت أسرع إلى القلوب وأعلق بالأذهان من قصائد سواه؛ لأن حسين شفيق المصري خدع السامعين بسهولتها العذبة، على حين ضمنها من صادق اللوعة وحرارة الانفعال ما أسرع بها إلى مكامن الأهواء من طيات النفوس ! لقد أبدع المصري حين قال وكأنه يرثى صباه:

## حياته
حسين شفيق المصري.. . فأبوه محمد نور – تركي. كان يملك عزبه في مدينة قليوب.
وقبل أن يموت كان قد باع كل شيء تقريباً. الأرض القصر والخيل ثم أتجه إلى القبر.
- أما أمه – اقبال هانم فكانت – جاريه أخذت ضمت السبايا في حرب المورة وبيعت وانتهى بها المطاف في قصر أمينه هانم أم الخديوي عباس، وهذا الخليط اليوناني التركي هو الذي انتج حسين شفيق المصري الذي يوصف بأنه اعظم ابن بلد مصري ظهر في القرن العشرين.
- كان يهاجم الاستبداد والاستغلال والجهل والخرافة بكل أنواعها واشكالها.
- وكان حسين المصري في أواخر أيامه قد تحول إلى ماكينة صنع النكت بعد أن فقد بصره فكان يرتاد المقاهي. وهذا يعني أنه تعطل وشاخ ولم يعد له مصدر رزق.
- فكانت النكت هي مورده الوحيد فيما تبقى له من الدنيا.
- فهو كان محررا في مجلة (الشجاعة) ومجلة (الخلاعة) و (المسامير والسيف) ومحرر بجريدة الحوائب - التي كان يصدرها – خليل مطران.
- وهو مع هذا مؤلف مسرحي فنجده يكتب لمسرح نجيب الريحاني وقد اشتهر بأنه شاعر ماجن ويكتب الشعر (الحلمنتيشي).
- وهذا يعني أنه يكسب أموال لابأس بها. وتلك حقيقة مؤكده. لكنه يموت ولا يوجد في جيبه مليم أحمر أو أسود نفس مشكلة الشاعر أحمد فتحي وكان يقضي ليله في بار يوزع نكته على الحاضرين اللذين يذهبوا إلى البار من أجل الشرب وسمع نكات حسين.
- وفي آخر الليل يقوم بعمل كلفه به أمير الشعراء أحمد شوقي يجمع أوزان الشعر المهجورة.
- حقاً غريبه حياة حسين شفيق المصري، فهو ابن أسرة غنية لكنه فقير والجوع يصارع أمعائه. فأبيه تركي وأمه يونانيه ومع هذا هو ابن بلد مصفى أو بلغة أهل البلد تربية شوارع وأرصفة رغم أنه كان يعمل محرراً في أماكن كثيرة، وهذا يعني أنه كان يكسب أموال لا بأس بها وتلك الحقيقة.
من الجمالية إلى الأزهر إلى الحلمية إلى الدرب الأمر إلى مقاهي وأسواق وأزقة القاهرة والشوارع الضيقة والمتعرجة. تلك الأماكن كانت مصدر وحي حسين شفيق المصري. فهو كان يجالس القهوجي والعربجي والمكوجي والعسكري وبائع السمك وبائع الخضار وببائع الفاكهة – لكي يتزود من ثقافتهم الشعبية وقد تجلت تلك اللفة في شعره (الحلمنتيشي).
والذي أدخل حسين شفيق المصري تاريخ الأدب الشعبي وقد عرف شعره بـ (المشعلقات) السبع على وزن المعلقات السبع. ونقرأ جزء من معلقته التي كان فيها يعارض معلقه (طرفه بن العبد):
(لزينب دكان بحارة منجد
تلوح بها أقفاص عيش مقدد
وقوفاً بها صحبي عليّ هزارها
يقولون: لاتقطع هزارك واقعد
أنا الرجل الساهي الذي تعرفونه
حويطٌ كجنّ العطفة المتلبد)
ونقرأ أيضاً:-
(ويسعى إلينا «بالمداس المهربد»
فلاخير في «خبص» ترى الضرب بعده
ولاهاجمٌ يأتيك بعد الترصد
ستبدي لك العصيان ماكنت جاهلاً
ويأتيك بالمركوب من لم تهدد..)
و قال أيضا...
“ألم تر عيني كيف صار بياضها حماراً كأن العين صارت طماطما؟
و أني متى قيل أنك مش هنا لطمت إلى أن صار وشي وارما
لو أنك فوق السطح والسطح في السما وقلت لي اطلع لي انط السلالما”
و قال أيضا...
“الحب أخرج مقلتي بصباعه وأذاب قلبي باللهيب بتاعه
سار البجور إلى بلاد أحبًّتي يا ليتني متشعبط بدراعه”
ولأن حياة حسين شفيق المصري لم يكن لها خط سير تتحرك من خلاله.. لذا نجده يغير المهن التي امتحنها كما يغير ملابسه. فمن كاتب مسرحي إلى محرر في الكثير من الجرائد والمجلات إلى كاتب محامي إلى مصحح في الجرائد إلى متسكع في مقاهي القاهرة إلى زبون شبه دائم على أرصفة القاهرة والتي من خلالها كان يراقب الناس من حراكاتهم وتصرفاتهم وعاداتهم الرديئة.
ومن خلال ملاحظاته تلك قدم لنا شخصية (ابن البلد) الجاهل العارف
والست زوجته، الرغاية أم لسان طويل يوازي الفلقلة (أم إسماعيل) ويعد كتابه (الحاج درويش والست أم إسماعيل) من أهم كتبه وأكثرها صدقا في تعاملها مع الروح المصرية.
وهذا يعني أن حسين شفيق المصري كان عالما باللهجات المصرية (صعدية، منوفية.. منصورية.. سكندرية).
حسين شفيق المصري لم يعطي هدفا لحياته يحاول أن يحققه أو بمعنى آخر.. أن يوجد غاية من وجوده وهذا الهدف أو تلك الغاية قد اشار إليها أمير الشعراء أحمد شوقي في قصيدته التي يرثي فيها الزعيم الوطني مصطفى كامل (أجعل لنفسك بعد موتها ذكرى فإن الذكرى للإنسان عمرا ثان).
- ونرى في هذا البيت أنه يشمل المعاني كل المعاني النبيلة والسامية التي تدعو إليها الأعراف الأرضية والسماوية.. فيجب على الإنسان أن يعمل بها ومن أجلها لكي يجعل من حياته قيمه ومعنى يستحق من أجلها أن يذكر بعد رحيله.
حسين شفيق المصري عاش حياة اقرب ما تكون إلى الصعلكة، فهو لم يتزوج ولم يتوقف عن شرب الخمر ورغم أنه كان يكسب كثير. لكنه كان ينفق أكثر حيث كان ينفق صحته مع نقوده ونفهم من هذا أنه لم يكن يحب نفسه أو يريد لها خيراً.
لأنه لو ألقى بنفسه في أتون ثورة 19 لقلب شكل الحياة في مصر مع بيرم الونسي كما كان يحلم الثوار بذلك.
حسين شفيق المصري. اصطدم بالزعيم الوطني سعد زغلول وكان صداما عنيفا.. ومن خلاله اثبت حسين شفيق المصري أن سلاح الفن يوازي سلاح الزعامة بل هو أقوى منه في بعض المراحل.
فنجد أن الجماهير التي كانت تحتشد في فناء بيت زعيم الأمة لتستمع إلى خطبة الزعيم الذي تحبه. بل تعشقه كان كل فرد منهم يخفي في مكان ما من ملابسه نسخه من (الكشكول) ليقرأ بعد الانتهاء من سماع خطبه سعد باشا زغلول نكت حسين شفيق المصري التي ينكت فيها عن زعيمهم المحبوب – انه الفن الصادق.
وكان الشاويش شعلان يد حسين المصري القوية في الانتقام مما يراه من تناقضات بشعه تضرب المجتمع فكان يكتب محاضر من سؤال وجواب يكشف من خلاله ما يدور في المجتمع من فساد ونفاق وتحايل في علاقات الناس فيما يدور بينهم.
وهنا تبرز قيمة حسين شفيق الأدبية وأصالته الفنية.. وعبقرية لا مثيل لها في تحليل إلى مشاكل مصر التي تدور فيها ..

## وصلات خارجية
- مجلة الرَّقيم للآداب العربية: حسين شفيق المصري
- معجم البابطين لشعراء العربية في القرنين 19 و 20 الميلادي
- موقع الساخر: فارس الشعر الحلمنتيشي
- مشعلقات حسين شفيق المصري